# Raymond Klibansky
Raymond Klibansky (París, 15 de octubre de 1905 - Montreal, 5 de agosto de 2005) fue un filósofo e historiador del arte alemán-canadiense de origen judío.

## Biografía
Nació en París, hijo de Rosa Scheidt y Hermann Klibansky, fue educado en la Universidad de Kiel, Universidad de Hamburgo, y Universidad de Heidelberg, dónde recibió un diploma en 1928. De 1927 a 1933 fue asistente en la Academia Heidelberg y desde 1931 hasta 1933 fue profesor de filosofía en la Universidad de Heidelberg. En 1933 ya no le fue permitido enseñar por ser judío. 
En 1933 se mudó con su familia a Italia y luego a Bruselas, quedándose finalmente en Oxford, donde fue profesor en el Colegio Oriel, desde 1936 hasta 1946. Se convirtió en un ciudadano británico en 1938. Durante la Segunda Guerra Mundial estuvo adjunto al clandestino Political Warfare Executive / Ejecutivo de Guerra Política, un órgano destinado a la guerra psicológica y la propaganda blanca y negra contra el enemigo nazi, con sede en Woburn Abbey. Trabajó primero con Alemania, y luego en la preparación para la invasión aliada de Italia; después de la guerra participó en el programa de desnazificación en Alemania.
En 1946 se convirtió en profesor de Lógica y Metafísica en la Universidad McGill; también dio conferencias en la Universidad de Montreal. De 1966 hasta 1969 fue Presidente del Instituto Internacional de Filosofía, y posteriormente presidente honorario. Estuvo en el Colegio Wolfson, en Oxford, desde 1981 hasta 1995 y posteriormente, fue miembro honorario de su Junta. En 1999, fue nombrado Gran Oficial de la Orden Nacional de Quebec. En 2000 fue nombrado Compañero de la Orden de Canadá, en reconocimiento por ser "uno de las personas más intelectuales de nuestro tiempo". Su obra gira principalmente en torno a Platón y al neoplatonismo, pero también indagó en las formas de la melancolía saturniana a lo largo de la historia del arte, en un trabajo coescrito con Erwin Panofsky y Fritz Saxl.
El Premio Raymond Klibansky es otorgado cada año a los mejores libros en humanidades que han recibido el apoyo de la Ayuda al Desarrollo del Programa de Publicaciones (en inglés, Aid to Scholarly Publications Programme, ASPP), como parte de la Federación Canadiense por las Humanidades y Ciencias Sociales.

## Algunas obras importantes
- Ein Proklos-Fund und seine Bedeutung, Heidelberg 1929 (Sitzungsberichte der Heidelberger Akademie der Wissenschaften. Philosophisch-historische Klasse, vol. 19, 1928–29, n. 5)
- The Continuity of the Platonic Tradition during the Middle Ages, London 1939 (repr. 1981)
- Le philosophe et la mémoire du siècle: tolérance, liberté et philosophie. Entretiens avec Georges Leroux, Paris: Les Belles Lettres, 1998
- Idées sans frontières. Histoire et structures de l’Institut international de philosophie (con Ethel Groffier), Paris: Les Belles Lettres, 2005
- The School of Chartres. En: Marshall Clagett, Gaines Post, Robert Reynolds (Hrsg.): Twelth-Century Europa and the Foundations of Modern Society. Madison (Milw.)/London 1966, S. 3–14.
- Con Erwin Panofsky y Fritz Saxl: Saturn and Melancholy. Studies in the History of Natural Philosophy, Religion and Art, London, 1964. Segunda edición en alemán: Saturn und Melancholie – Studien zur Geschichte der Naturphilosophie und Medizin, der Religion und der Kunst, 1992.